# IPv4
IPv4 (англ. Internet Protocol version 4) — четверта версія мережевого протоколу IP. Перша версія протоколу, яка набула широко розповсюдження. Протокол IPv4, описаний у RFC 791 (вересень 1981 року), прийшов на заміну описаному у RFC 760 (січень 1980 року). Використовує 4 байтну форму запису адрес пристроїв в комп'ютерній мережі.

## Адресація
IPv4 використовує 32-бітні (4 байтні) адреси, які обмежують адресний простір 4 294 967 296 (себто 28×4) можливими унікальними адресами.
Формою запису IP-адреси (IPv4) зазвичай є запис у вигляді 4 десяткових чисел від 0 до 255 (28), розділених крапками, наприклад: 127.0.0.1 (посилання пристрою на самого себе), або 91.198.174.225 (адреса ресурсу http://uk.wikipedia.org)
Деякі адреси IPv4 зарезервовані для спеціальних цілей та не можуть бути глобально маршрутизованими (доступними з будь-якого пристрою, що підключений до мережі інтернет). Так для приватних IP-адрес («сірих IP») в локальних мережах зарезервовано близько 18 млн адрес. Ще близько 270 млн адрес зарезервовано для групових передач (англ. multicast).
Обмежене число унікальних адрес у ~4.3 млрд у зв'язку з бурхливим розвитком Інтернету та резервуванням діапазону ~290 млн було вичерпане. 3 лютого 2011 року організація IANA видала останні 5 блоків IP-адрес організації Регіональних Інтернет Регістрів (RIR).
Задля вирішення цієї проблеми ще з 1990-их розвивався протокол IPv6, запущений з 2006 року.

### Зарезервовані адреси
| Підмережа       | Призначення                                                |
| --------------- | ---------------------------------------------------------- |
| 0.0.0.0/8       | Адреса джерела пакету                                      |
| 127.0.0.0/8     | Підмережа для комунікацій всередині хосту (див. localhost) |
| 100.64.0.0/10   | Shared Address Space                                       |
| 169.254.0.0/16  | Канальні (link-local) адреси                               |
| 192.0.2.0/24    | Приклади та документація                                   |
| 198.51.100.0/24 | Приклади та документація                                   |
| 203.0.113.0/24  | Приклади та документація                                   |
| 198.18.0.0/15   | Для стендів тестування потужності                          |
| 10.0.0.0/8      | Для використання у приватних мережах                       |
| 172.16.0.0/12   | Для використання у приватних мережах                       |
| 192.168.0.0/16  | Для використання у приватних мережах                       |
| 240.0.0.0/4     | Зарезервовано для використання у майбутньому               |
| 255.255.255.255 | Широкомовна адреса                                         |

Підмережа 224.0.0.0/4 Зарезервована для багатоадресної.

## Вичерпання IPv4 адрес
Оцінки повного вичерпання IPv4 адрес різнились у 2000-их, були різні прогнози. Так у 2003 році директор APNIC Пол Вілсон (англ. Paul Wilson) заявляв, що, зважаючи на темпи розростання мережі Інтернет, вільного адресного простору вистачить на одне—два десятиліття. У вересні 2005 року компанія Cisco Systems зазначила, що пулу доступних адрес вистачить на 4—5 років. У вересні 2010, виходячи з даних IANA, весь пул адрес IPv4 буде виділений реєстратурам (RIR) до середини 2011 року (), в листопаді ця дата була перенесена на березень 2011.
3 лютого 2011 року IANA виділила останні п'ять блоків IP-адрес /8 (IPv4).